# W leśnej gęstwinie
W leśnej gęstwinie (ros. В лесной чаще, W lesnoj czaszcze) – radziecki krótkometrażowy film animowany z 1954 roku w reżyserii Aleksandra Iwanowa. 

## Fabuła
Mały borsuczek jest bardzo nieposłusznym i leniwym dzieckiem. Nie słucha swoich rodziców i zaniedbuje swoje obowiązki. Ciągle wykręca się od nauki tego, co każdy młody borsuk powinien wiedzieć, czyli szukania pożywienia i kopania norek. Pewnego razu grając w piłkę trafia w nieznane części lasu i gubi drogę powrotną do domu. Przed drapieżnikami chronią go niedźwiedzica oraz zajączek. Dzięki ich pomocy malec zdobywa wiedzę, jak należy budować kryjówki i jak znaleźć pożywienie w momencie, gdy jest się głodnym.

## Nagrody
- 1954: Nagroda dla najlepszego filmu animowanego dla dzieci na VIII Międzynarodowym Festiwalu Filmowym w Karlowych Warach.

## Animatorzy
Dmitrij Biełow, Faina Jepifanowa, Wiktor Lichaczew, Jelizawieta Komowa, Tatjana Fiedorowa, Igor Podgorski, Grigorij Kozłow, Lidija Riezcowa

## Wersja polska
Seria: Bajki rosyjskie (odc. 22)
W wersji polskiej udział wzięli:
- Beata Jankowska – Pani Borsuk
- Cynthia Kaszyńska
- Katarzyna Kwiatkowska
- Monika Wierzbicka
- Janusz Bukowski – Pan Borsuk
- Ryszard Olesiński
- Włodzimierz Press – 
  - Puszczyk
  - Wilk

Realizacja:
- Reżyseria: Stanisław Pieniak
- Dialogi: Stanisława Dziedziczak
- Teksty piosenek i wierszy: Andrzej Brzeski
- Opracowanie muzyczne: Janusz Tylman, Eugeniusz Majchrzak
- Dźwięk: Robert Mościcki, Jan Jakub Milęcki
- Montaż: Jolanta Nowaczewska
- Kierownictwo produkcji: Krystyna Dynarowska
- Opracowanie: Telewizyjne Studia Dźwięku – Warszawa
- Lektor: Krzysztof Strużycki